# Vic
Vic (katalanische Aussprache [bik], veraltet Vich) ist die Hauptstadt der Comarca Osona in der Provinz Barcelona in Katalonien. Die Stadt liegt etwa 70 km nördlich von Barcelona in einer Höhe von rund 484 m ü. d. M.; sie hat 49.530 Einwohner (Stand: 2024) und eine Fläche von 30,92 km². Die Stadt besitzt bedeutende Sehenswürdigkeiten in der Altstadt, neben dem weiträumigen historischen Plaça Major eine Kathedrale und einen Tempel aus der Römerzeit.
Vic ist Sitz des römisch-katholischen Bistums Vic und der Universität Vic.

## Ortsname
Der Ortsname leitet sich von dem lateinischen Wort vicus her, das eine kleinstädtische Ansiedlung bezeichnet. In kastilischer Sprache wurde der Name historisch teilweise auch Vique geschrieben, modern jedoch meist Vich, was mit der traditionellen katalanischen Schreibung des Ortsnamens vor der katalanischen Rechtschreibreform von 1913 übereinstimmte und bis 1981 amtlicher Name der Stadt war. 1982 wurde der Name entsprechend den Normen der katalanischen Sprache von Pompeu Fabra i Poch am Institut d’Estudis Catalans, die damit auch auf Eigennamen angewandt wurden, offiziell in Vic geändert. Die korrekte katalanische Aussprache blieb dabei unverändert, da ch im älteren Katalanischen (wie im Italienischen) für [⁠k⁠] stand.

## Geschichte
In den Jahren 1848 bis 1866 war der liberale Anwalt und Philanthrop Domènech de Bertran i de Puig der erste Präsident des Casino de Vic, später in der Casa Comella, dem sozialen Treffpunkt der Stadt. 1866 bis 1892 folgte ihm Eduard Carballo i Francolí in dieser Funktion. In der Stadt erschien die Zeitung El Pueblo Vicense, ebenfalls unter der Leitung von Bertran.
Die Industrialisierung, ausgehend von der Textilherstellung im nahen Manlleu, brachte die Familien Comella und Pericas als Hauptnutzniesser hervor. Die Comella besaßen die Fabrik Can Mastrot der Comella Soler S. A., die Pericas kontrollierten die Textil- und Stromproduktion mit der Pericas, Boixeda, Reixach i Cia. Diese ließ ab 1913 in Vic ein Elektrizitätswerk errichten. Für das Äußere des Baus zeichnete der Architekt Josep Maria Pericas i Morros verantwortlich. Ab 1932 hieß das Unternehmen Energia Elèctrica del Ter S. A. Der Schriftsteller Josep Pla frequentierte einige Zeit die „hermetisch geschlossene Gesellschaft“ dieser Bourgeoisie und ihr Casino
In den 1930er Jahren gab es auch die Zeitungen Diari de Vic, Comarca de Vich und Gazeta de Vich. 1935 trat erstmals der Opernsänger Marcos Redondo Valencia in der Stadt auf. Während des Spanischen Bürgerkriegs (1936–1939) leitete Francesc Freixenet mit Hilfe von Jaume Jutglà das antifaschistische Comite Antifeixista de Vic. Die Stadtpolitik bestimmte die Confederación Nacional del Trabajo (CNT) zusammen mit der Federación Anarquista Ibérica (FAI), während Unternehmer wie der kurz darauf ermordete Josep Riera i Carreras vor der Kollektivierung aus der Stadt flohen.
Anfang Februar 1939 marschieren die Putschisten unter Francisco Franco in Vic ein und beendeten die der Zweiten Republik treue Lokalregierung. Die neuen Machthaber der faschistischen Falange  (FET) und der rechtsextremen Juntas de Ofensiva Nacional Sindicalista (JONS) erwiesen sich als intolerant gegenüber der katalanischen Sprache. Auch die Statuten des Casinos wollten sie unverzüglich ins Spanische übersetzt sehen. In der Zeit des Franquismus stand auf dem Hauptplatz der pompöse Obelisk „Caídos por España“ („Gefallene für Spanien“).
Zu Beginn der 1940er Jahre mobilisierte der 1941 gegründete Verein „Los amigos de Alemania“ Demonstrationen zugunsten von Nazideutschland. Dabei wurde der faschistische Gruß gezeigt. Während sich viele Verteidiger der Republik in der Retirada nach Frankreich zurückzogen, baute die Diktatur ihren alternden Veteranen das Altersheim El Hogar del Ex-combatiente. Später folgte eine zunehmende Entpolitisierung der spanischen Diktatur, lokal half dabei der Sportverein Unión Esportiva de Vich. In den 1970er Jahren erlebte die Textilindustrie einen Niedergang.
Mit der Transición begann Spaniens Rückkehr zur Demokratie, begleitet von einem Aufflammen des Nationalitätenkonflikts. Im Mai 1991 explodierte vor dem Hauptsitz der Guardia civil in Vic eine von der ETA gelegte Autobombe, die neun Menschen tötete. Unter den toten waren vier Kinder.
Der katalanische Nationalismus hat eine progressive und demokratische Konnotation. Wichtig ist ihnen die „Verteidigung der Sprache“ – des Katalanischen – und die Pflege des Gemeinschaftssinns. Diesen Inhalt transportiert auch der am 24. Oktober 2010 in Vic durchgeführte und auf YouTube veröffentlichte Lipdub „Lip dub per la independència“ nach dem Lied La flama von Obrint Pas mit 5771 Personen, der laut den Organisatoren eine weltrekordhohe Beteiligung aufwies und auffallend viele junge Leute und Familien mit Kindern in der Altstadt von Vic zusammenbrachte.

## Kulturelle Einrichtungen
- Museu Episcopal Vic (Bischöfliches Museum mit mittelalterlicher sakraler Kunst aus Katalonien)
- Museu Balmes (Museum zu dem Philosophen Jaume Balmes)

## Bevölkerung
| Jahr      | 1900   | 1930   | 1950   | 1970   | 1981   | 1986   | 2006   | 2007   | 2008   |
| --------- | ------ | ------ | ------ | ------ | ------ | ------ | ------ | ------ | ------ |
| Einwohner | 12.075 | 15.005 | 16.975 | 25.906 | 30.155 | 28.583 | 38.747 | 38.221 | 38.964 |

## Söhne und Töchter der Stadt
- Guillermo Casador (1510–1570), römisch-katholischer Geistlicher, Bischof von Barcelona 1561–1570
- Pere Alberc i Vila (1517–1582), Komponist, Organist und Orgelbauer
- Jaime Balmes (1810–1848), Philosoph, Theologe, katholischer Apologet, Soziologe und politischer Schriftsteller
- Joseph Sadoc Alemany y Conill (1814–1888), Erzbischof von San Francisco
- Bernat Calvó Puig i Capdevila (1819–1880), Organist, Kapellmeister und Komponist
- María del Monte Carmelo (1848–1911), Ordensgründerin, Heilige der römisch-katholischen Kirche
- Josep Gudiol i Cunill (1872–1931), katholischer Geistlicher und Kunsthistoriker
- Lluís Romeu i Corominas (1874–1937), Komponist, Organist, Kapellmeister und Priester
- José Gudiol (1904–1985), Architekt und Kunsthistoriker
- Alberto Grau (* 1937), Komponist und Dirigent
- Rafael Subirachs i Vila (* 1948), Sänger, Liedermacher und Komponist
- Ramón Vilalta Pujol (* 1960), Architekt; RCR Arquitectes
- Anna Ramírez (* 1981), Radrennfahrerin
- Arnau Brugués Davi (* 1985), Tennisspieler
- Joaquim Salarich (* 1994), Skirennläufer
- Arnau Tenas (* 2001), Fußballtorwart

Der hl. Antonius Maria Claret gründete im hiesigen Priesterseminar 1849 den Orden der Claretiner.

## Einzelnachweise

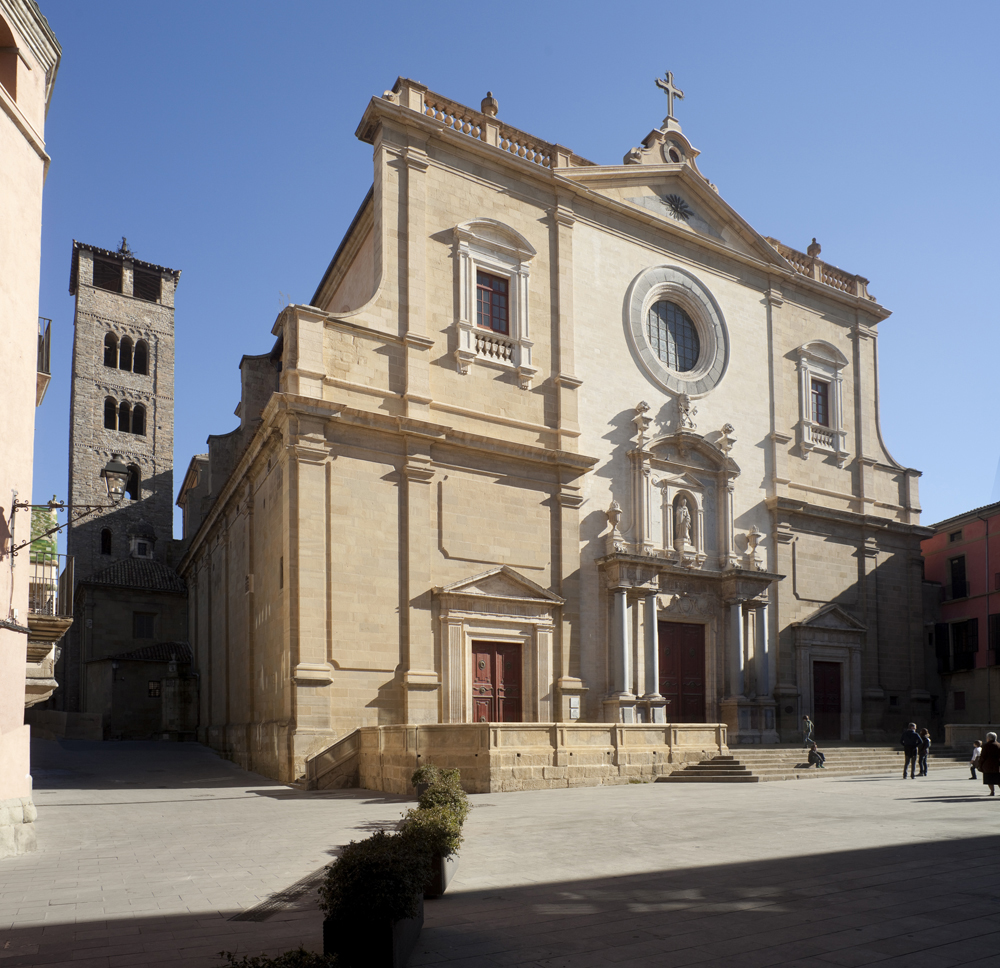
Kathedrale Vic